# Oval de Cassini

Ovais de Cassini

A Oval de Cassini, cujo nome faz referência ao matemático e astrônomo Giovanni Domenico Cassini, é o lugar geométrico dos pontos P do plano tais que o produto das distâncias a dois pontos fixos Q1 e Q2 é uma constante. A curva é descrita pela equação cartesiana

{\displaystyle (x^{2}+y^{2}+a^{2})^{2}-4a^{2}x^{2}=b^{4}}
ou pela equação polar

{\displaystyle r^{4}+a^{4}-2r^{2}a^{2}\cos {2\theta }=k^{4}}